# 순안공
순안공 왕종(順安公 王悰 또는 王琮, 생몰년 미상)은 고려 시대의 왕족이다. 원종과 경창궁주 유씨의 아들이다. 순안후(順安侯)라고도 한다.

## 생애

### 가계
생년은 확실하지 않으며, 고려의 제24대 왕인 원종(元宗)과 원종의 제2비 경창궁주 유씨(慶昌宮主 柳氏)의 둘째 아들로 태어났다. 성은 왕(王), 이름은 종(悰 또는 琮), 본관은 개성이다. 충렬왕의 이복 동생이기도 하다.
어머니인 경창궁주는 왕족 출신으로, 현종(顯宗)의 아들 평양공 기(平壤公 基)의 7세손인 신안공 전(新安公 佺)의 딸이다. 경창궁주의 어머니는 희종(熙宗)과 성평왕후 임씨(成平王后 任氏)의 딸인 가순궁주(嘉順宮主)이다. 왕종의 친조모인 안혜태후 유씨(安惠太后 柳氏)도 희종과 성평왕후의 딸이니, 왕종의 친조모와 외조모는 친자매간이 되는 셈이다.

### 왕자 시절
1263년(원종 4년) 음력 8월 13일 친형인 시양후 태(珆)와 함께 작위를 받아 검교수사도순안군개국후(檢校守司徒順安郡開國侯)에 책봉되었다. 이후 1269년(원종 10년) 음력 12월 19일부터는 몽고로 떠나는 부왕 원종을 대신해 임시로 국사를 맡아보기도 하였다. 1273년(원종 14년) 음력 윤6월에는 원나라에 사신으로 다녀오기도 하였으며, 이때 원나라 황제가 왕종을 총애하여 백은 500근과 저포(苧布) 800필 등을 하사하기도 하였다. 당시 하사받은 물건은 세자(충렬왕)에게 하사한 것보다 훨씬 많았다고 한다. 이후 순안공(順安公)으로 진봉되었다.
부왕 원종이 죽고 이복형 충렬왕(忠烈王)이 즉위한 후인 1277년(충렬왕 3년) 음력 7월 29일, 충렬왕에게 내관 양선대(梁善大)와 대수장(大守莊) 등으로부터 왕종과 관련된 보고가 하나 올라왔다. 그 내용은 "경창궁주가 자신의 아들 순안공과 함께 맹인 승려인 종동(終同)을 시켜 주상(충렬왕)을 저주하고, 왕종으로 하여금 공주(제국대장공주)에게 장가들게 하려 한다."는 내용이었다. 순안공은 평소 잔병치레를 자주 하여 어머니인 경창궁주가 종동에게 액(厄)을 막는 방법을 묻고, 초제(醮祭)를 지내고 전찬(奠饌)을 땅에 묻은 것이 화근이었다.
이 보고를 받은 충렬왕은 곧바로 사람들을 시켜 승려 종동을 국문하고, 다음달인 음력 8월에는 김방경(金方慶)과 조인규(趙仁規) 등을 시켜 경창궁주와 왕종을 직접 국문하였다. 그러나 이들이 자복을 하지 않자, 이튿날 충렬왕이 직접 왕종을 친국하기도 하였다. 결국 며칠 후 대신들이 경창궁주와 왕종을 용서해주기를 청하였고, 충렬왕은 경창궁주의 집을 적몰하는 선에서 끝내려 하였다. 그러나 대신들은 이 역시도 상국인 원나라에 물어보고 지시를 받아서 행해야 한다고 하자, 충렬왕은 원나라에 이 일을 알리고 그 결정을 받기로 한다. 하지만 왕비 제국대장공주가 강력하게 적몰해야 한다고 주장하는 바람에 어쩔 수 없이 경창궁주 모자의 집을 적몰하였다. 원래 왕종은 부왕 원종의 총애를 받아 재산이 많았는데, 이 재산은 제국대장공주가 모조리 차지하게 되었다. 또 이 사건의 전말은 원나라에 낱낱이 보고되었고, 결국 원나라의 지시에 의해 1277년(충렬왕 3년) 음력 9월 16일 왕종의 어머니 경창궁주는 폐위되어 서인의 신분으로 전락하였고, 왕종과 승려 종동은 구음도(仇音島)라는 섬으로 유배를 가야 했다.
왕종은 6년 뒤인 1283년(충렬왕 9년). 음력 8월 2일에야 개경으로 소환되었다. 이후 1295년(충렬왕 21년) 왕종을 위해 부를 세우고 속관(屬官)을 두었다.

### 사망
1295년(충렬왕 21년) 이후의 순안공에 대한 기록은 남아있는 것이 없어 그 자세한 생애에 대한 것은 물론이고, 언제 죽었는지, 어디에 묻혔는지도 알 수 없다. 호는 순안공(順安公)이다.

## 가족 관계
- 친조부 : 고종 (高宗, 1192년 ~ 1259년, 재위 : 1213년 ~ 1259년) - 고려의 제23대 왕
- 친조모 : 안혜태후 류씨 (安惠太后 柳氏, ? ~ 1232년) - 희종과 성평왕후 임씨의 딸. 외조모 가순궁주의 친언니
  - 아버지 : 원종 (元宗, 1219년 ~ 1274년, 재위 : 1259년 ~ 1274년) - 고려의 제24대 왕
    - 이복형 : 충렬왕 (忠烈王, 1236년 ~ 1308년, 재위 : 1274년 ~ 1298년, 1298년 ~ 1308년) - 고려의 제25대 왕. 원종과 순경태후 김씨의 아들
- 외조부 : 신안공 왕전 (新安公 佺, ? ~ 1261년) - 현종의 8세손
- 외조모 : 가순궁주 (嘉順宮主, 생몰년 미상) - 희종과 성평왕후의 딸. 친조모 안혜왕후의 친동생
  - 어머니 : 경창궁주 유씨 (慶昌宮主 柳氏, 생몰년 미상) - 원종의 제2비
    - 형 : 시양후 왕태 (始陽侯 珆, ? ~ 1256년)
    - 남매 : 경안궁주 (慶安宮主, 생몰년 미상)
    - 남매 : 함녕궁주 (咸寧宮主, 생몰년 미상)